# Marcos Rolim
Marcos Flávio Rolim (Porto Alegre, 16 de agosto de 1960) é um jornalista e sociólogo brasileiro, ativista dos direitos humanos, que atua como professor universitário e consultor em segurança pública. É doutor e mestre em Sociologia pela Universidade Federal do Rio Grande do Sul (UFRGS), tendo graduação em Jornalismo pela Universidade Federal de Santa Maria (UFSM) e especialização em segurança pública pela Universidade de Oxford (UK). É professor do Mestrado em Direitos Humanos do Centro Universitário Ritter dos Reis (UniRitter), em Porto Alegre/RS.
Foi vereador em Santa Maria entre 1983 a 1988 e foi eleito deputado estadual nas eleições de 1990 e 1994. Na Assembleia Legislativa, presidiu a Comissão de Cidadania e Direitos Humanos durante seis anos onde concebeu e coordenou as quatro primeiras edições do "Relatório Azul, garantias e violações dos direitos humanos". Foi autor da primeira Lei de Reforma Psiquiátrica brasileira (Lei Estadual nº 9.716/92) aprovada pela ALRS, em 1992 e da Lei de Proteção às Vítimas da Violência e Testemunhas Ameaçadas (LEI Nº 11.314, de 20 de janeiro de 1999), que deu origem ao Programa Estadual de Proteção, Auxílio e Assistência a Testemunhas Ameaçadas (Protege). Em 1998, elege-se deputado federal com 54 mil votos. Durante seu mandato na Câmara dos Deputados, presidiu a Comissão de Direitos Humanos e Minorias  e exerceu a vice-líder da bancada do Partido dos Trabalhadores. Na Comissão de Direitos Humanos, propôs e coordenou o projeto das Caravanas Nacionais de Direitos Humanos que atravessou o Brasil em inspeções a manicômios, presídios, instituições do sistema Febem, polícias, asilos de idosos e abrigos de crianças. Em 1999, recebeu o Prêmio UNESCO em Direitos Humanos no Brasil. Nas eleições de 2002, embora tenha aumentado sua votação, não foi reeleito.
Mudou-se com a família para a Inglaterra em 2003, onde foi professor-visitante da Universidade de Oxford. Retornou ao Brasil em 2004. Foi membro do Conselho Nacional de Política Criminal e Penitenciária (CNPCP) e colaborou com órgãos governamentais, tendo preparado para a Secretaria Nacional de Segurança Pública (Senasp) o Guia para a Prevenção do Crime e da Violência nos Municípios, em 2005. Em 2009, desenvolveu com Luiz Eduardo Soares e Sílvia Ramos, a pesquisa: "O que pensam os profissionais da segurança pública no Brasil". No mesmo ano, desfiliou-se do Partido dos Trabalhadores.
Em 2010, recebeu o título de "Cidadão Emérito de Porto Alegre".
Atualmente, é coordenador de Comunicação Social do Tribunal de Contas do Estado do Rio Grande do Sul (TCE-RS).
É membro do Conselho Administrativo do Centro Internacional Para a Promoção dos Direitos Humanos (CIPDH), órgão vinculado à Unesco, com sede em Buenos Aires. É membro fundador do Fórum Brasileiro de Segurança Pública (FBSP) membro da Assembleia da Anistia Internacional no Brasil e membro do conselho da ONG Artigo 19.

## Publicações
- 1980- “Hora do Povo: Uma Vertente para o Fascismo”, em co-autoria com Adelmo Genro Filho e Sérgio Weigert. São Paulo, Brasil Debates.
- 1993-  “A Imitação da Política”, Porto Alegre, Editora Tchê.ISBN 853071232 Erro de parâmetro em {{ISBN}}: comprimento
- 1999- “Teses para uma Esquerda Humanista”, Porto Alegre, Sulina. ISBN 9788520502419
- 2005- “Desarmamento: evidências científicas”, Porto Alegre, Palmarinca/Dacasa.
- 2006- “A Síndrome da Rainha Vermelha: policiamento e segurança pública no século XXI”, Rio de Janeiro, Zahar/Universidade de Oxford.Erro de parâmetro em {{ISBN}}: Faltando ISBN.
- 2008 – “Mais educação, menos violência. Caminhos inovadores do programa de abertura das escolas públicas nos fins de semana”.ISBN 9788576520757 Brasília, UNESCO, Fundação Vale.
- 2010 – “Bullying, o pesadelo da escola”. Porto Alegre, Editora Dom Quixote. ISBN 8599988212
- 2016 – "A Formação de Jovens Violentos, estudo sobre a etiologia da violência extrema", Curitiba, Appris, ISBN 978-85-473-0294-8